# Chennai Superstars
Les Chennai Superstars sont une franchise indienne de cricket basée à Chennai. Créée en 2007, elle fait partie de l'Indian Cricket League (ICL), une ligue de cricket dont les compétitions ne sont reconnues ni par la fédération indienne, le Board of Control for Cricket in India (BCCI), ni par la fédération internationale, l'International Cricket Council (ICC). Entraînés par l'ancien batteur international australien Michael Bevan, les Chennai Superstars ont remporté les deux premiers tournois organisés par l'ICL, l'ICL 20-20 Indian Championship fin 2007 et l'ICL 50s début 2008.

## Palmarès
- ICL 20-20 Indian Championship (1) : vainqueur en 2007
- ICL 50s (1) : vainqueur en 2008
- Edelweiss 20s Challenge : troisième en 2008

## Joueurs

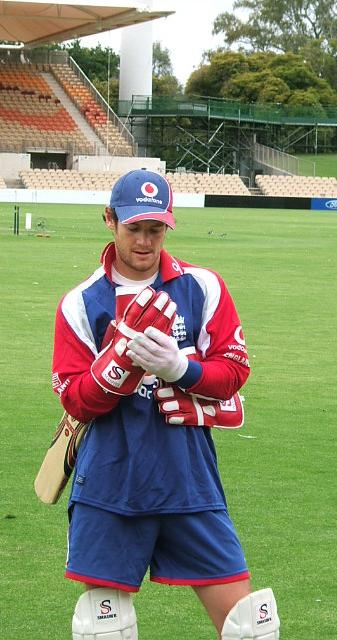
Chris Read, joueur des Chennai Superstars en 2007, lorsqu'il portait encore le maillot de l'équipe d'Angleterre.

Pour leurs premières saisons, en 2007 et 2008, les Chennai Superstars ont pour capitaine Stuart Law, ancien international australien. Champion du monde en 2003 avec l'équipe d'Australie, Ian Harvey a été élu meilleur joueur du tournoi de la première compétition organisée par l'ICL, l'ICL 20-20 Indian Championship 2007. Ancien international pakistanais, le bowler Shabbir Ahmed réalisa le premier hat-trick de l'histoire de l'ICL, en finale du même tournoi, une performance qui lui vaut le titre de meilleur joueur du match. Le srilankais Russel Arnold, qui a arrêté sa carrière internationale avec l'équipe du Sri Lanka après la Coupe du monde 2007, fait lui aussi partie de l'effectif des Superstars pour les saisons 2007 et 2008.
Anciens internationaux portant ou ayant porté le maillot des Chennai Superstars, :
| Joueur                   | Sélection        | Rôle               | Saisons   |
| ------------------------ | ---------------- | ------------------ | --------- |
| Russel Arnold            | Sri Lanka        | batteur            | 2007-2008 |
| Hemang Badani            | Inde             | batteur            | 2007-2008 |
| Ian Harvey               | Australie        | all-rounder        | 2007-2008 |
| Thirunavukkarasu Kumaran | Inde             | fast bowler        | 2007-2008 |
| Stuart Law               | Australie        | batteur, capitaine | 2007-2008 |
| Adam Parore              | Nouvelle-Zélande | gardien de guichet | 2008      |
| Chris Read               | Angleterre       | gardien de guichet | 2007      |
| Shabbir Ahmed            | Pakistan         | fast bowler        | 2007-2008 |
| Sridharan Sriram         | Inde             | all-rounder        | 2007-2008 |

Lors de la première édition de l'ICL 50s, début 2008, le capitaine des Chennai Superstars était Rajagopal Sathish. Cette compétition est réservée aux joueurs indiens de l'ICL.